# Famille de Cordoue
La famille de Cordoüe ou Cordoue, anciennement de Cordes, est une famille subsistante de la noblesse française, implantée en Provence et originaire d'Espagne.

## Histoire
La famille de Cordoüe ou de Cordoue appartient à la noblesse de Provence,. Elle a pour nom primitif de Cordes abandonné de façon définitive pour celui de Cordoue, au cours du XVIIIe siècle.
Selon Chaix d'Est-Ange (1912)« Le jugement de maintenue de noblesse rendu en sa faveur en 1668 et les preuves de noblesse faites en 1756 par un de ses membres pour être admis à l'École militaire », le 10 janvier 1765. Le Nouveau d'Hozier indiquait une filiation remontant « à noble Antoine de Cordes, écuyer, […], et le fils, noble homme Antoine de Cordes (de Cordubas) », au milieu du XVIe siècle. Clément (2024) fait remonter cette filiation à Pierre de Cordoue, marchand espagnol, en 1504. Cette mention correspond au contrat de mariage du fils en 1553,.
Depuis 1857, le chef de la seconde branche, installée en Normandie, est connu sous le titre de marquis.
La marquise de Florans, née de Cordoüe, décédée en 1937, est la dernière Cordoüe habitant Aurons. Le château a quant à lui été légué à l'archidiocèse d'Aix en Provence mais fut incendié par les Allemands en 1944.
Outre le château d'Aurons légué en 1937 à l’archevêque d'Aix-en-Provence, la famille avait donné les bâtiments du Monastère de Saint Pierre des Canons (acheté en 1802) à une congrégation religieuse qui en fut expulsée par l'État Français en 1905. La famille racheta les bâtiments en 1921 pour les donner à une seconde congrégation.
La famille est subsistante. La famille de Cordoüe est ainsi adhérente à l'Association d'entraide de la noblesse française (ANF), depuis 1951,. La famille de Cordoüe-Hecquard, par adoption de 1934, est également membre depuis cette même année,.

## Armes et devise
Les armes de la famille se blasonnent ainsi d'azur à l'ours d’argent, debout, tenant dans ses pattes un monde croiseté d'or.
Couronne de Marquis. Support une aigle de gueules à deux têtes
Devise : Ferme dans l'adversité

## Personnalité
- Louis André Jean-Raphael de Cordoue, pair de France, officier de la Légion d'Honneur.